# Kongregationalisterne
Kongregationalisterne er en reformert kirkefamilie som opstod ud af den "nonkonformistiske" vækkelse i England i 1500-tallet og det tidlige 1600-tal. De tidlige kongregationalister i England blev kaldt "separatister" eller "Independents". Sidstnævnte betegnelse er stadig i brug.
Den kongregationalistiske kirke tager udgangspunkt i et skrift udgivet af Robert Browne i 1592. Et andet vigtigt skridt i kirkens teologiske udvikling var Cambridge Platform fra 1648.
En ledende tanke er at hver menighed i sig selv er nok til at danne den synlige del af kirken, en tanke som går tilbage til John Wyclif og lollarderne.
I kolonierne i New England i 1600-talet var kongregationalisterne den førende religiøse retning, og dominerede i både Massachusetts Bay og Plymouth Plantation, med ledere som John Cotton, John Owen og Jonathan Edwards. Mange af de tidlige universiteter i Amerika blev grundlagt af kongregationalister. Dette gælder såvel Harvard, Yale, Dartmouth, Amherst, Carleton, Grinnell, Middlebury, Oberlin, som Pomona.
Tidligt påvirkade kongregationalister og presbyterianere i de amerikanske kolonier hinandens lære, og i moderne tid har kongregationalisterne – som jo ikke har noget centralt, sammenholdende organ – taget mod indtryk fra diverse religiøse strømninger. Trods calvinisternes forsøg på at bevare kontrollen med kirkerne, udviklede en række kongregationalistmenigheder, især i New England, sig gradvist over mod arminianisme, unitarisme, deisme og transcendentalisme. I nutidens kongregationalistiske menigheder er der langt fra nogen enhedsteologi.
Majoriteten af kongregationalisterne i USA indgår i dag i United Church of Christ, som også har visse presbyterianske træk.
| Religion | Spire Denne religionsartikel er en spire som bør udbygges. Du er velkommen til at hjælpe Wikipedia ved at udvide den. |